# Okres Liezen
Okres Liezen je okres v rakouské spolkové zemi Štýrsko. Má rozlohu 3 316,72 km² a žije tam 79 535 obyvatel (2015). Je tak největším okresem Štýrska (zabírá 20 % jeho celkové rozlohy) a po okresu Murau má druhou nejnižší hustotu zalidnění (pouze 24 obyvatel/km²).
Sídlem okresu je město Liezen. Sousedí se spolkovými zeměmi Salcbursko, Horní Rakousko, Dolní Rakousko a štýrskými okresy Bruck-Mürzzuschlag, Leoben, Murtal a Murau.

## Města a obce
| Města: - Liezen - Rottenmann - Schladming - Bad Aussee - Trieben Městysy: - Admont - Altenmarkt bei Sankt Gallen - Bad Mitterndorf - Gaishorn am See - Irdning-Donnersbachtal - Sankt Gallen - Stainach-Pürgg - Gröbming - Haus - Öblarn | Obce: - Aigen im Ennstal - Altaussee - Ardning - Grundlsee - Landl - Lassing - Selzthal - Wildalpen - Wörschach - Aich - Michaelerberg-Pruggern - Ramsau am Dachstein - Sölk |